# 金井格
金井 格（かない ただし、1925年1月28日 - 没年不詳）は東京農業大学名誉教授。専門は造園学の工学分野。

## 略歴
長野県長野市出身。生まれは外地で母方の祖父は片倉製紙の重役。本籍長野の他は埼玉で長く暮らす。1945年9月 東京農業大学専門部緑地土木科を卒業し、1946年9月から1954年まで東京農業大学専門部緑地科助手、1954年からは埼玉県行田市役所技術嘱託土木課公園掛、1956年から1962年3月までは行田市役所技術吏員で、その間の1957年から1961年まで東京農業大学造園学科造園工学専攻で年度講師として測量などを担当し、1962年4月から東京農業大学造園学科講師、1965年に同大学助教授、1978年から同大学教授就任、1995年に退職し名誉教授。この間1968年4月から1971年3月まで学科主事。1983年から造園学科科長就任。
学会活動や委員他には、日本盆栽作家協会設立発起人。1963年から1991年まで日本造園学会評議員や理事、常務理事、1981年から1985年まではIFLA日本大会組織委員会募金小委員会・学術委員長、1983年から1985年まで、日本造園学会関東支部支部長、1985年から1986年まで日本農学会評議員、1986年から日本造園学会副会長・学会賞選考委員長、1986年から日本造園学会監事、1992年から日本雨水資源化学会理事。
1978年 日本造園修景協会技術委員・材料施設認定委員、1985年から1995年まで東京都公園協会評議員、1986年から日本造園修景協会評議員、1987年から長野県水辺環境保全研究会副会長、1991年から造園修景士資格認定委員会委員長など多数歴任。
三星観光と造園設計手法を用いてマスタープランを策定した冨士霊園は、2014年度グッドデザイン賞を受賞している。
著書に『自然再生とひとにやさしいエンジニアリング』（監修、技報堂、1997年）『人のための道と広場の舗装 : 設計・施工要覧』（共著、技報堂、1987年）『幻の音風景　水琴窟』（日本リゾートセンター、1991年）など。
1972年に第2回日本公園緑地協会北村賞受賞。平成6年度日本造園学会賞上原敬二賞受賞。